# مالکوم تریس
مالکوم تریس (انگلیسی: Malcolm Terris؛ ۱۱ ژانویهٔ ۱۹۴۱ – ۶ ژوئن ۲۰۲۰) بازیگر اهل بریتانیا بود.
از فیلم‌ها یا برنامه‌های تلویزیونی که وی در آن نقش داشته‌است، می‌توان به نخستین سرقت بزرگ قطار، چاپلین، انقلاب، باونتی، خیابان کورونیشن، آدمکشان میدسامر، پوآرو، مایک باست: مدیر تیم ملی انگلستان و اتلو اشاره کرد.